# Цанджоу
Цанджоу е град в провинция Хъбей, Североизточен Китай. Населението му е 7 134 062 жители в по-големия административен район и 514 074 жители в градската част (2010 г.). Площта на целия административен район е 13 419 кв. км. Намира се в часова зона UTC+8. МПС кодът му е 冀J. Намира се на 180 км от Пекин. Средната годишна температура е 12,9 °C.